# Attentat de Maiduguri du 20 septembre 2015
L'attentat de Maiduguri du 20 septembre 2015 est commis probablement par l'État islamique en Afrique de l'Ouest pendant l'insurrection de Boko Haram.

## Déroulement
Le matin du 20 septembre 2015, la ville de Maiduguri, capitale de l'État de Borno, est frappée par trois ou quatre explosions. L'une d'entre elles vise la mosquée de Binta Sugar où 43 personnes sont tuées. Les autres ont lieu dans les quartiers de Gomari, près de l'aéroport, et d'Ajilari. Une des bombes explose notamment au milieu de fans de football attroupés devant un match à la télévision dans une salle de retransmission,.
L'attaque n'est pas revendiquée mais Boko Haram, devenu l'État islamique en Afrique de l'Ouest, est suspecté.

## Bilan humain
Le 21 septembre, le bilan officiel communiqué par Victor Isuku, porte-parole de la police de l'État de Borno, est de 54 morts et 90 blessés, cependant il est aussitôt contesté par des habitants qui affirment à l'AFP avoir compté plus de 85 corps. Une source sécuritaire anonyme confirme également à l'AFP que le nombre des morts est plus élevé que dans le bilan officiel. Le 22, des sources hospitalières annoncent à l'AFP la mort d'au moins 117 personnes, dont 72 enregistrées à l'hôpital universitaire de Maiduguri et 45 conduits à la morgue de l'hôpital spécialisé de l'État de Borno. Cet attentat est le plus meurtrier jamais commis à Maiduguri,,.